# Birk-Barel-Syndrom
Das Birk-Barel-Syndrom ist eine sehr seltene angeborene Form der Geistigen Behinderung mit Muskelhypotonie, Entwicklungsverzögerung und sich entwickelnden Dysmorphiezeichen.
Synonyme sind: Intelligenzminderung - Hypotonie – Gesichtsdysmorphie; BIBARS; englisch Birk-Barel intellectual disability dysmorphism syndrome; BBIDS; Birk-Barel Mental Retardation Dysmorphism Syndrome; Mental Retardation With Hypotonia And Facial Dysmorphism; KCNK9 imprinting syndrome
Die Erstbeschreibung stammt aus dem Jahre 2008 durch die Israelischen Humangenetiker Ortal Barel, Stavit A. Shalev, Rivka Ofir, Shareef Khateeb, Noam Zilberberg, Ohad S. Birk.

## Verbreitung
Die Häufigkeit wird mit unter 1 zu 1.000.000 angegeben, bislang wurde über weniger als 20 Betroffene berichtet. Die Vererbung erfolgt mütterlicherseits autosomal-dominant.
Durch Genomische Prägung, auch „Imprinting“ genannt, ist das Gen auf diesem Abschnitt nur auf dem von der Mutter stammenden Chromosom aktiv (Monoallele Genexpression). Mutationen im vom Vater stammenden Chromosom führen nicht zur Erkrankung, da dieses (Kcnk9Pat) Allel bereits im Embryo inaktiviert wird, können aber an eine Tochter weitergegeben werden, die Kinder mit diesem Syndrom bekommen könnte.

## Ursache
Der Erkrankung liegen Mutationen im aktiven mütterlichen KCNK9-Gen auf Chromosom 8 Genort q24.3 zugrunde, welches für ein Protein namens Potassium channel subfamily K member 9 kodiert.

## Klinische Erscheinungen
Klinische Kriterien sind:
- Krankheitsbeginn im Kleinkindesalter
- zentral bedingte Muskelhypotonie
- Entwicklungsverzögerung
- mäßige bis ausgeprägte geistige Behinderung
- sich im Laufe der Jahre entwickelnde Gesichtsdysmorphie mit Dolichozephalie, Facies myopathica, Ptosis, kurzes und breites Philtrum, zeltförmig aufgestellte Oberlippe, Gaumenauffälligkeiten, Mikro- oder Retrognathie
- eingeschränkte Gesichtsbewegung und Mimik
- Lethargie, nur schwaches Schreien
- erhebliche Fütterungsprobleme, Gedeihstörung
- transiente Neonatale Hypoglykämie

Hinzu kommen Gelenkkontrakturen und Skoliose.

## Diagnose
Die Diagnose ergibt sich aus der Kombination klinischer Befunde und kann durch humangenetische Untersuchung gesichert werden.

## Therapie
Im Tierexperiment konnten die Auswirkungen des genetischen Defektes durch einen HDAC-Inhibitor CI-994 komplett vermieden werden durch verstärkte Genexpression des väterlichen, stillgelegten (Kcnk9Pat) Allels. Dies scheint ein vielversprechender Therapieansatz für diese Erkrankung zu sein.